# 안창호 (1891년)
안창호(安昌鎬, 1891년 ~ ?)는 일제강점기 당시 중국에서 활동했던 경찰이다.

## 생애
1918년 조선총독부 순사보로 임명된 뒤부터 젠다오(間島, 간도) 주재 일본 총영사관 훈춘(琿春, 혼춘) 분관에서 순사보로 근무했다. 1918년 5월에는 젠다오 주재 일본 총영사관 훈춘 분관이 배일 조선인 회유를 위해 조직한 모국방문단을 인솔했다.
1919년 일본 외무성 순사로 임명된 뒤부터 젠다오 주재 일본 총영사관에서 근무하는 한편 항일 세력에 대한 정보 수집, 항일 독립 운동가 회유 및 감시 업무를 맡았다. 1920년 삼단동맹회(三斷同盟會) 의사(議事), 1921년 간도구제회(間島救濟會) 서기를 차례로 역임했고 1923년에 젠다오 주재 일본 총영사관 경찰서 순사부장으로 임명되면서 경찰로 복직했다.
1923년에는 자신이 고용한 밀정을 통해 이른바 동양학원 사건(東洋學院 事件)을 적발하는 한편 독립운동가 방한민 등 관련 인사들을 체포했다. 동양학원 사건은 동양학원 강사로 근무하고 있던 방한민이 10여 명의 사회주의자들과 함께 철도 개통식을 빌미로 젠다오 주재 일본 총영사관과 일본 은행 등에 폭탄을 투척하고 조선총독부 관리를 암살하려는 계획을 세웠다가 폭발물과 선전문이 발각된 사건이다. 1932년부터 1934년까지 간도 일본 총영사관 경찰부 경부로 재직하는 동안 항일 세력의 활동을 감시하는 한편 항일 운동가 190여 명을 체포했다.
안창호는 젠다오에서 활동하고 있던 많은 독립 운동 단체로부터 항일 운동의 방해자로 지목되었다. 1919년 5월에는 젠다오 제창병원(濟昌病院)에서 근무하고 있던 맹호단(猛虎團) 단원 방원성(方遠成)이 맹호단 명의로 현시달(玄時達) 경부, 안창호 순사 등 3명에게 사직을 강요하여 '정치에 관한 협박'을 가한 혐의로 체포되었다. 1924년 4월에는 대한독립군단 제1연대 제1대대장을 맡고 있던 강승경(姜承慶)이 안창호 순사부장을 현시달(玄時達) 경부, 임시완(林時玩) 순사, 지약영(池若濚) 순사, 문정복(文晶福) 순사와 함께 "적의 관노(官奴)가 되어 우리의 대업에 해를 끼치는 사악한 사람들 중에서 가장 심한 사람"으로 적시하면서 이들의 사진 한 장씩을 보내줄 것을 요구하는 통신문을 전달했다.
1933년 12월 21일 항일 세력 체포에 대한 공로를 인정받아 일본 정부로부터 상여금 20원을 받았으며 1934년 10월 15일 젠다오 주재 일본 총영사관 경찰부 경부(1932년 ~ 1933년) 재직 시절 치안유지법 위반자들을 검거한 공로를 인정받아 일본 정부로부터 경찰 관리 공로 기장과 매월 가봉금을 받았다. 1935년 이후에 동만농사개발주식회사(東滿農事開發株式會社)를 창립한 뒤부터 토지 구입과 농장 경영, 일반 농민에 대한 자금 융자 업무를 수행했다.
민족문제연구소의 친일인명사전 수록자 명단의 해외 부문, 친일반민족행위진상규명위원회가 발표한 친일반민족행위 705인 명단에 포함되었다.

## 참고자료
- 친일반민족행위진상규명위원회 (2009). 〈안창호〉. 《친일반민족행위진상규명 보고서 Ⅳ-9》. 서울. 665~674쪽.